# Pandaceae
Pandaceae is een botanische naam, voor een familie van tweezaadlobbige planten. Een familie onder deze naam wordt de laatste decennia met regelmaat erkend door systemen voor plantentaxonomie, en zo ook door het APG-systeem (1998) en het APG II-systeem (2003). De APWebsite [16 juli 2009] accepteert de familie eveneens maar verplaatst Centroplacus naar de nieuw erkende familie Centroplacaceae.
Het gaat om een kleine familie van hooguit enkele tientallen soorten, houtige planten in de tropen.
In het Cronquist systeem (1981) werd de familie geplaatst in een orde Euphorbiales.